# Rhabdologie

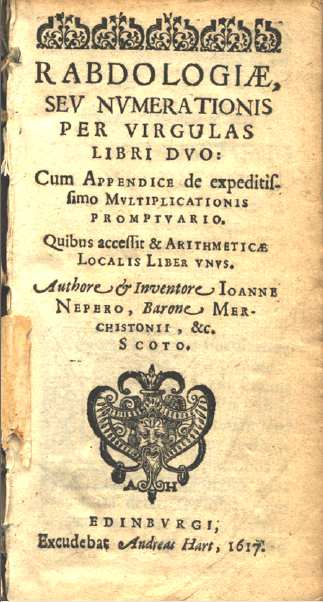
La couverture de Rabdologiae.

La rhabdologie est la science du calcul par l'utilisation de bâtonnets. Ce mot vient du grec ραβδoς [rhabdos], le bâton, et λóγoς [logos], le discours.

## Histoire
- 1617 - On doit à Neper la rédaction d'un ouvrage (Rabdologiae, publié en latin par Andreas Hart, à Édimbourg, en 1617, l'année de sa mort) qui explique comment graver les quatre faces de bâtonnets de section carrée et comment les juxtaposer pour lire directement les produits partiels d'une multiplication. Voir l'article Bâtons de Neper.
- 1668 - Schott remplace les bâtons par des rouleaux sur lesquels il grave les produits des neuf premiers nombres entiers. Il suffit de faire tourner les rouleaux au lieu de chercher et déplacer les bâtons voulus.
- 1678 - Petit dessine les bâtons les uns à la suite des autres sur la circonférence de galettes juxtaposées sur un axe.
- 1727 - Leupold reprend la disposition de Petit, mais réalise des galettes à neuf facettes.
- 1728 - Poetius
- 1840 - Lapeyre
- 1885 - Genaille et Lucas réalisent des bâtons qui permettent la lecture directe d'une division. Voir l'article Réglettes de Genaille-Lucas.